# Talang Belido
Talang Belido is een bestuurslaag in het regentschap Muaro Jambi van de provincie Jambi, Indonesië. Talang Belido telt 4132 inwoners (volkstelling 2010).